# لی سانگ-هیو
لی سانگ-هیو (انگلیسی: Lee Sang-hyo؛ زادهٔ ۱۰ سپتامبر ۱۹۶۱) بازیکن هندبال اهل کره جنوبی است.
از باشگاه‌هایی که در آن بازی کرده‌است می‌توان به اشاره کرد.